# Цхадая, Манучар
Манучар Цхадая (груз. მანუჩარ ცხადაია, род.19 марта 1985) — грузинский борец греко-римского стиля, призёр чемпионатов мира, Европы и Олимпийских игр.

## Биография
Родился в 1985 году. В 2009 году завоевал серебряную медаль чемпионата мира и бронзовую медаль чемпионата Европы. В 2011 году вновь стал серебряным призёром чемпионата мира. В 2012 году стал серебряным призёром чемпионата Европы и завоевал бронзовую медаль Олимпийских игр в Лондоне.